# Мусалимов, Темиржан Кумхаметович
Темиржан Кумхаметович Мусалимов (род. 16 мая 1955, Тюменская область, РСФСР, СССР) — казахстанский педагог, общественный деятель, учёный в области теоретической и прикладной педагогики, проблем высшей школы и методики преподавания в высшей школе.
Ученик профессора Анисимова Николая Никитича (Московский педагогический государственный университет).
Председатель Диссертационного совета по защите диссертаций на присуждение доктора философии (PhD), доктора по профилю по специальности: 6D012000 — «Профессиональное обучение».
Член-корреспондент Международной академии наук педагогического образования (г. Москва, РФ).
Ответственный редактор научно-методического журнала «Проблемы инженерной графики и профессионального образования».
Член редакционного совета научно-методического журнала «Доклады Казахской Академии образования».

## Биография
Родился 16 мая 1955 года в Тюменской области, РСФСР в семье служащих.
1973—1977 гг. — учёба в Казахском педагогическом институте им. Абая (г. Алма-Ата, КазССР), квалификация — преподаватель черчения.
1989—1990 гг. — научная стажировка в НИИ проблем высшей школы АПН СССР, г. Москва, РФ.
1990—1993 гг. — аспирантура Московского педагогического государственного университета (МПГУ).
2000—2003 гг. — докторантура Московского педагогического государственного университета (МПГУ).
В 2003 году защитил диссертацию в Московском педагогическом государственному университете на соискание учёной степени доктора педагогических наук на тему «Теоретические и методические основы профессионально-графической подготовки учителя черчения и изобразительного искусства в педагогическом вузе».

## Трудовой стаж
1977—1990 гг. — ассистент, ст. преподаватель кафедры «Инженерная графика» Алма-Атинского института инженеров железнодорожного транспорта (Актюбинский филиал).
1990—2004 гг. — заведующий кафедрой черчения и начертательной геометрии Актюбинского государственного университета им. К.Жубанова
2004—2006 гг. — декан профессионально-творческого факультета Актюбинского государственного педагогического института.
2006—2007 гг. — заведующий кафедрой изобразительного искусства Евразийского национального университета имени Льва Николаевича Гумилёва.
2006—2008 — проректор по воспитательной работе Евразийского национального университета им. Л. Н. Гумилева.
2008—2016 гг. — профессор кафедры «Дизайн и инженерная графика» Евразийского национального университета им. Л. Н. Гумилева.
2016—н.в. — профессор кафедры «Техническая механика» Казахского агротехнического университета имени Сакена Сейфуллина.

## Награды, почетные грамоты
- Благодарственное письмо Акима г. Астаны — 2007 г.
- Обладатель Государственного гранта «Лучший преподаватель вуза — 2011 год».
- Государственная премия «Алтын Адам» в номинации «Деятель науки» за 2020 год.[8][9]

## Публикации и учебники
Автор более 200 научных трудов, среди которых:
- Мусалимов Т.К. Черчение и начертательная геометрия. Учебник для технических и педагогических вузов. Издательство Фолиант. ISBN 9786013382555. 2022 год.[10]
- Мусалимов Т. К. Визуализация 3D-объектов с помощью технологии дополненной реальности. Вестник ЕНУ. 2016. № 2 (111). С. 251—255.
- Мусалимов Т. К. Значение коммуникативных ключевых компетенций в образовательном процессе студентов. Доклады Казахской академии образования. 2016. № 2. С. 22—29.
- Мусалимов Т. К. Экспериментальное исследование готовности к профессиональной деятельности студентов средствами инженерной графики. Доклады Казахской академии образования. 2014. № 5. С. 158—163.
- Мусалимов Т. К. Исследования пространственного мышления студентов средствами графических задач при изучении инженерной графики. Доклады Казахской академии образования. 2011.№ 3. С. 7−13.
- Мусалимов Т. К. Графические изображения как важнейшее средство познания действительности в обучении будущего специалиста. Доклады Казахской академии образования. 2009. № 4. С. 27−32.